# A Casa de Azeredo-Coutinho
Casa de Azeredo-Coutinho (Portugal, Século XVI — Espírito Santo, Brasil) é uma família histórica portuguesa-brasileira que desempenhou papel significativo na colonização do Espírito Santo e na fundação de cidades importantes no Brasil, como Vitória, Vila Velha e Rio de Janeiro.
Os brasões das famílias Azeredo e Coutinho figuram no Sala dos Brasões, no Palácio Nacional de Sintra, como parte das 72 casas nobres mais destacadas do Império Português. Essa honra reflete sua relevância histórica, tanto em Portugal quanto no Brasil, onde tiveram papel crucial na administração e defesa territorial. A presença de seus símbolos heráldicos no salão celebra sua contribuição ao legado aristocrático luso-brasileiro.

## História
A Casa de Azeredo-Coutinho foi fundada no Século XVI Quando Belchior de Azeredo, que, junto de seus sobrinhos Marcos de Azeredo Coutinho e Miguel de Azeredo, acompanhou Vasco Fernandes Coutinho, donatário da Capitania do Espírito Santo, no processo de colonização da região.
Com a união de Marcos de Azeredo e Maria Coutinho de Melo, filha de Vasco Fernandes Coutinho, a Casa Azeredo-Coutinho foi fundada. Continuou a exercer influência nos séculos seguintes.  
A família participou ativamente de eventos históricos, como as batalhas contra os franceses na Baía de Guanabara e a fundação de Vitória após conflitos com os índios Goitacazes.
Estabelecendo-se em Vila Velha, os Azeredo participaram ativamente da administração e defesa da capitania.

## Batalha contra Franceses e Fundação do Rio de Janeiro
Após retornar a Vila Velha, Belchior de Azeredo, junto com seus sobrinhos, participou da fundação de Vitória em 1551, após enfrentamentos com os índios Goitacazes.
Em 1560, Belchior de Azeredo participou da campanha militar liderada por Mem de Sá, auxiliado por Estácio de Sá e Arariboia, para expulsar os franceses da Baía de Guanabara. Derrotando os Almirantes Nicolas Durand de Villegagnon e Gaspard de Coligny, A vitória consolidou o domínio português e resultou na fundação da cidade de São Sebastião do Rio de Janeiro.

## As Crises de Sucessão
A Casa de Azeredo desempenhou papel crucial durante as crises de sucessão na Capitania do Espírito Santo. A primeira ocorreu após a abdicação de Vasco Fernandes Coutinho em favor de seu filho Vasco Fernandes Coutinho Filho. Após pressões dos chamados nobres da terra, para substituir Vasco Fernandes Coutinho, que segundo cartas a Mem de Sá, estava incapacitado, os nobres da Terra elegeram Belchior de Azeredo como Capitão-Mor, a crise só teve fim com o acordo que resultou na renuncia de Vasco Fernandes Coutinho, em favor de seu filho também chamado Vasco Fernandes Coutinho, e com o casamento do Sobrinho de Belchior, Marcos de Azeredo com a Filha de Vasco Pai, Maria Coutinho de Mello, é o casamento da meia irmã de Luiza Grimaldi, (esposa de Vasco Fernandes Coutinho Filho), Luisa Correia, com Miguel de Azeredo, irmão de Marcos e sobrinho de Belchior, firmando assim o fim das animosidades entre as duas famílias nobres portuguesas e monegasca.
Durante a segunda crise, Miguel de Azeredo foi nomeado Capitão-Mor, enquanto Luiza Grimaldi, viúva de Vasco Filho., assumiu a governança da capitania.
Com o casamento de Marcos de Azeredo Coutinho e Maria Coutinho de Melo, filha de Vasco Fernandes Coutinho, a família consolidou-se como a Casa de Azeredo-Coutinho, adquirindo influência nas crises de sucessão da Capitania e nas explorações do interior do Brasil.

## Batalha contra Sir Thomas Cavandish
O ano era 1592. Vasco Fernandes Coutinho Filho havia morrido há três anos e deixado a administração da Capitania do Espírito Santo nas mãos de sua mulher, Luiza Grimaldi. Nos últimos anos, Vitória tinha recebido a indesejada visita de franceses e ingleses. Os franceses foram combatidos pelos índios das aldeias jesuíticas, enquanto os ingleses não chegaram a aportar, seguindo sua rota.
Dessa vez porém, os ingleses tinham vindo para invadir. Eles eram comandados pelo corsário Thomas Cavendish. O inglês, muito conhecido por ter sido o terceiro homem a dar a volta ao mundo, entre 1586 e 1588, participou também da fundação da colônia de Virgínia, nos Estados Unidos. Nessa viagem, ele estava vindo de São Paulo, local que ele havia pilhado e destruído sem dó nem piedade. E agora estava nas portas de Vitória pois um português que fazia parte da tripulação indicou a vila como um lugar rico, com engenhos e gado a conquistar.
Cavendish tentou entrar na baia da Vila de Vitória com seus três navios e duas galeras
Do ponto de vista do armamento empregado, a contenda de 1592, na baía do Espírito Santo – em plena Idade Moderna – revestiu-se de características extravagantes e inusitadas. Utilizaram-se táticas guerreiras e instrumentos de combate procedentes de Eras diferenciadas, na evolução humana: os índios flecheiros do Brasil-Colônia – recém saídos do primitivismo neolítico – praticaram a guerra familiar a seus antepassados, mediante flechas e pedras.
Os portugueses, além do emprego de armas modernas – a exemplo de canhões, mosquetes e pistolas, adotaram, ao lado dos indígenas, o arremesso e o rolamento de pedras dos mais diversos tamanhos, sobre os marujos ingleses e suas embarcações, conforme testemunho do próprio Thomas Cavendish, em sua carta-depoimento.
Essa tática guerreira de índios e portugueses, aproxima-os também, da Guerra Antiga, fazendo lembrar persas, assírios e babilônios... e suas catapultas.
Finalmente, aos ingleses, restou-lhes o consolo de terem lutado e perdido sua guerra – moderna e malsucedida – contra figuras espectrais, saídas, por se assim dizer, das páginas de algum pesadelo.
Por ocasião do assalto de Thomas Cavendish, a Capitania do Espírito Santo era governada por Da. Luiza Grimaldi, viúva do segundo donatário Vasco Fernandes Coutinho Filho, falecido em 1589.
Como adjunto – para assuntos militares e administrativos – Da. Luiza contava com os valiosos préstimos do Capitão de Ordenanças Miguel de Azeredo.

## Fortuna da Família
A Fortuna da Família teve inicio quando Marcos de Azeredo, conhecido como "o Velho", recebeu do Filipe III de Portugal e Espanha uma recompensa de 40 mil réis e o hábito da Ordem de Cristo por ter apresentado amostras de pedras preciosas, acreditadas como esmeraldas, encontradas em suas expedições no Brasil. No entanto, há registros indicando que, posteriormente, foi prometida a ele uma quantia maior, de dois mil cruzados, para financiar uma nova expedição às minas. Infelizmente, esse valor não foi entregue, e Marcos faleceu antes de receber a recompensa integral.
bandeirante Marcos de Azeredo protagonizou a célebre entrada ao sertão, descobrindo, às margens de uma “Lagoa de Vapabuçu”, numa apelidada “Serra Resplandecente” (região da Serra do Espinhaço, Minas Gerais), as lendárias “pedras verdes”, que se acreditava poderiam ser esmeraldas, e que, porém, posteriormente foram identificadas apenas como turmalinas. Tal versão, entretanto, hoje não é unânime entre historiadores. Com a descoberta, no século vinte, de esmeraldas naquela região em Minas Gerais, alguns autores consideram que seriam estas as esmeraldas encontradas por Marcos de Azeredo, e não as turmalinas encontradas depois por Fernão Dias, quando tentou reencontrar as mesmas esmeraldas. Marcos de Azeredo também foi submetido ao Tribunal do Santo Ofício na cidade de Salvador, tendo recebido a favorável intervenção do jesuíta Padre José de Anchieta – conforme relato que o próprio Anchieta fez constar em sua correspondência.
Em 1660, Domingos de Azeredo Coutinho e Melo liderou com seu filho, Marcos de Azeredo Coutinho II, uma entrada que saiu de Vila Velha do Espírito Santo e navegou o rio Doce até a barra do rio Suaçuí. As pedras que recolheram e enviaram ao rei de Portugal D. Afonso VI fizeram sucesso, pois no meio delas estaria o primeiro diamante encontrado no Brasil.

## Membros Notáveis
- José Joaquim da Cunha Azeredo Coutinho: Bispo de Pernambuco entre 1794 e 1802, conhecido por suas posições conservadoras e defesa do Antigo Regime.[10]
- Rosa Constança de Azeredo Coutinho: Pioneira do empreendedorismo feminino no Brasil, administrou propriedades rurais e mineradoras em Minas Gerais no século XIX.[11]
- Sebastião da Cunha de Azeredo Coutinho: Primeiro e único barão de Azeredo Coutinho, título conferido pelo Império do Brasil em 1881, consolidando o legado histórico da família.[12]
- Pedro de Azevedo Coutinho: foi um oficial general da Armada Portuguesa que, entre outras funções de relevo, foi presidente do Supremo Tribunal Militar, chefe do Estado Maior Naval e governador de Macau.
- José Teodoro Correia de Azevedo Coutinho: primeiro e único barão de Mearim foi um nobre brasileiro.
Agraciado comendador da Imperial Ordem de Cristo e barão.
- Miguel de Azeredo: Capitão-mor do Capitania do Espirito Santo, famoso por ter derrotado o Almirante/Pirata Inglês Thomas Cavendish no Morro do Moreno.
- Marco António de Azevedo Coutinho (1688 – Lisboa, 19 de maio de 1750) foi um político português. Ocupou o cargo de primeiro-ministro de Portugal (secretário de Estado dos Negócios Estrangeiros e da Guerra) de 4 de Outubro de 1747 a 1750.
- Honório Pereira de Azeredo Coutinho (século XIX) - político brasileiro.
- Gérson de Azeredo Coutinho (1900-1967) - pintor e arquiteto brasileiro.
- Júnia Marise Azeredo Coutinho (1945) - jornalista, advogada e política brasileira.
- Otávio de Azeredo Coutinho (1924) - Militar, comandou junto a Cândido Rondon a vitória legalista na Campanha do Paraná contra Luís Carlos Prestes
- Bento do Amaral Coutinho 1683 — 23 de setembro de 1711 - ficou conhecido por ter batalhado contra os invasores franceses de René Duguay-Trouin em 1710 e 1711, tendo perecido, passou a ser considerado um herói.